# Markovický rybník
Markovický rybník o rozloze vodní plochy 8,0 ha se nalézá pod vesničkou Markovice v okrese Chrudim pod silnicí I. třídy č. 17 vedoucí z města Chrudim do městečka Heřmanův Městec. Rybník leží na katastrálním území obce Třibřichy. Rybník je využíván pro chov ryb a sportovní rybolov místní organizací Českého rybářského svazu Chrudim II.

## Galerie

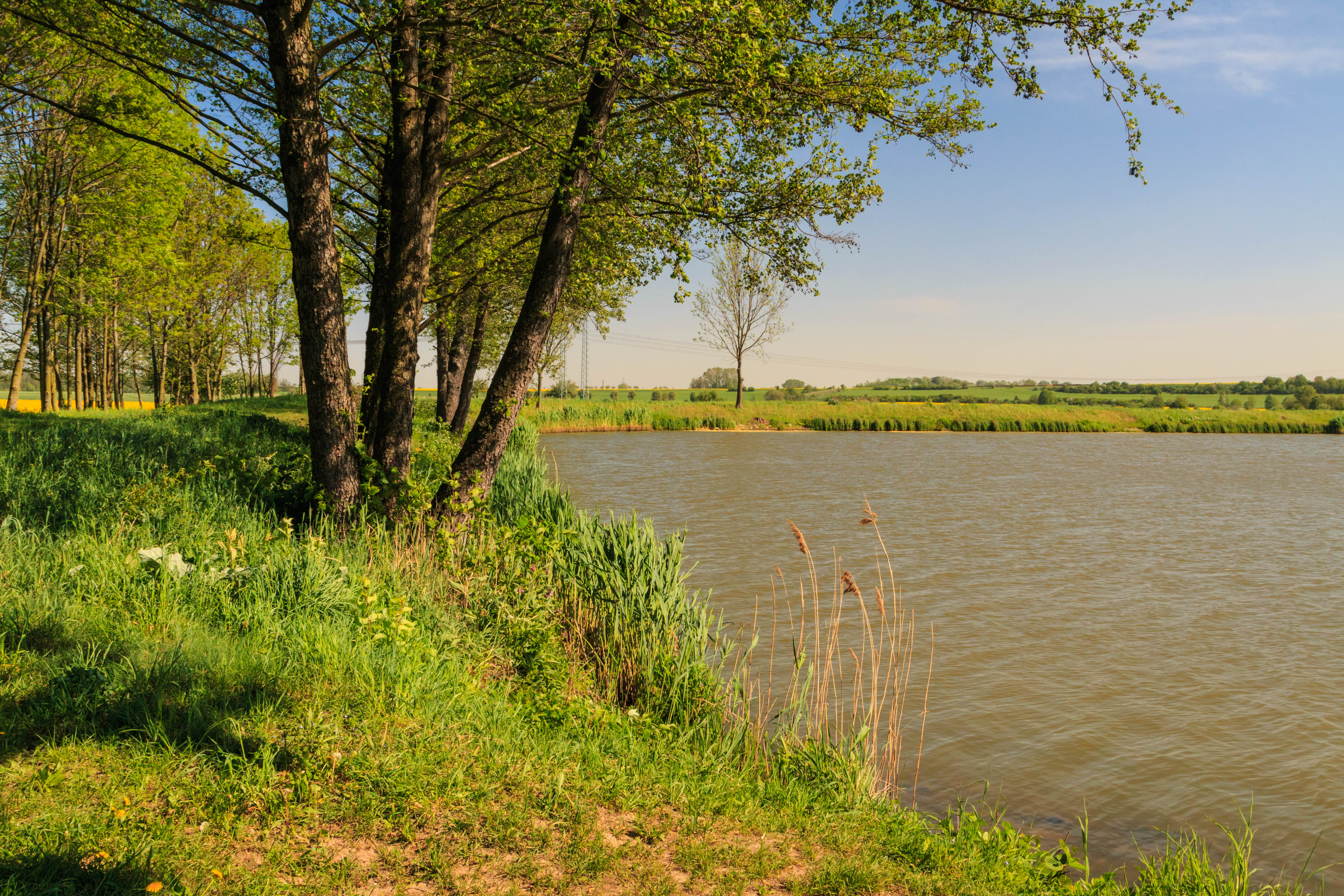
pohled na Markovický rybník
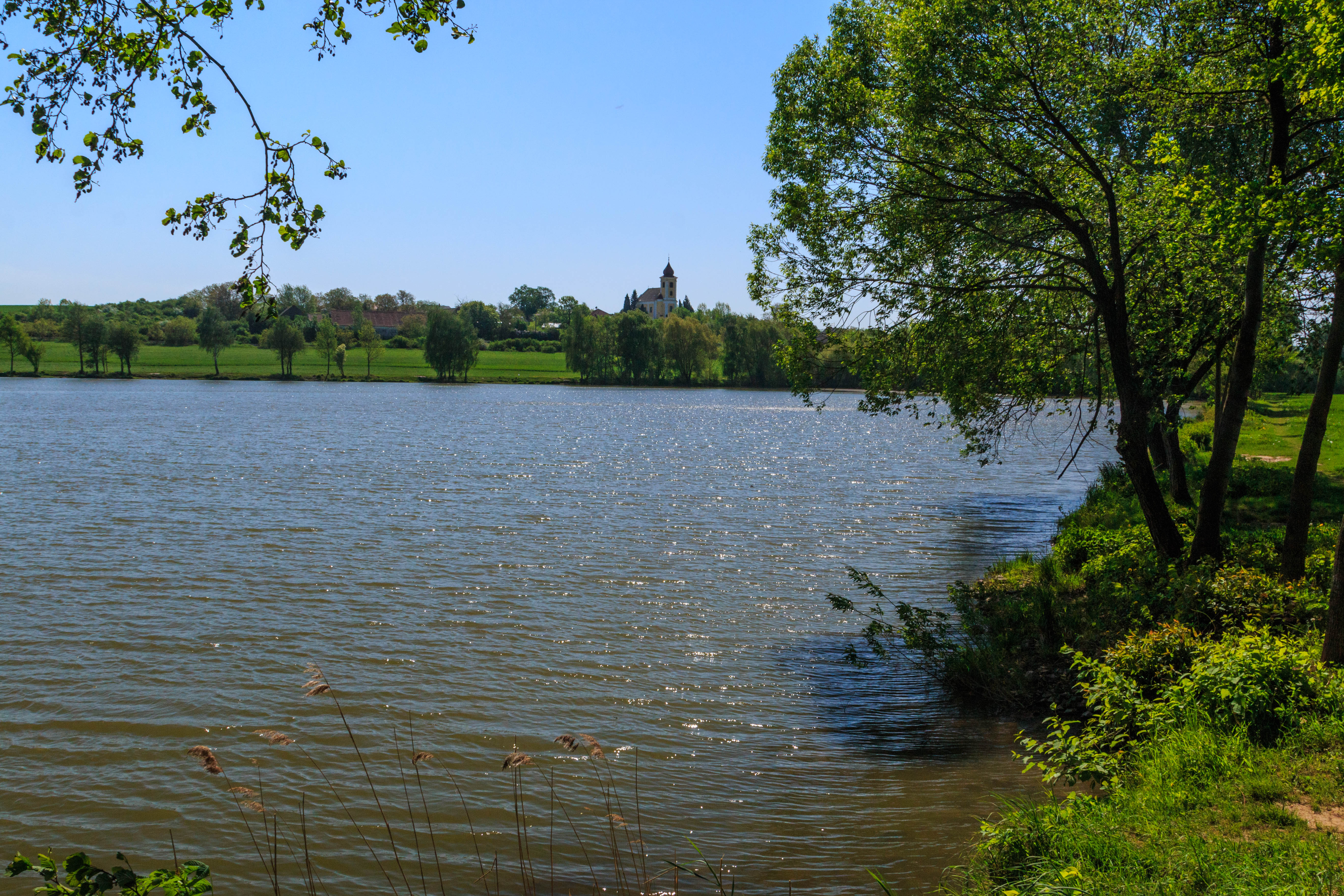
pohled na Markovický rybník
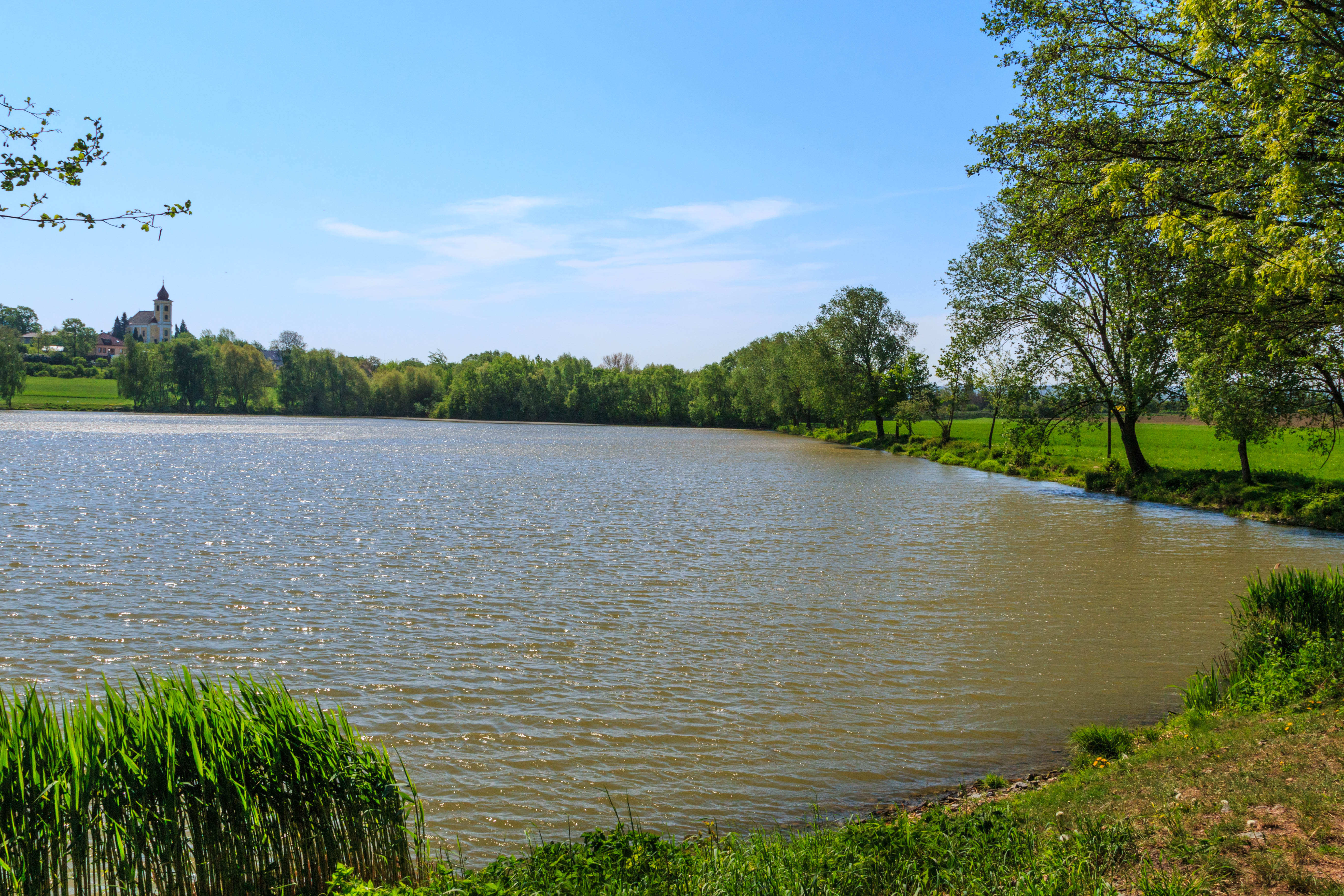
pohled na Markovický rybník
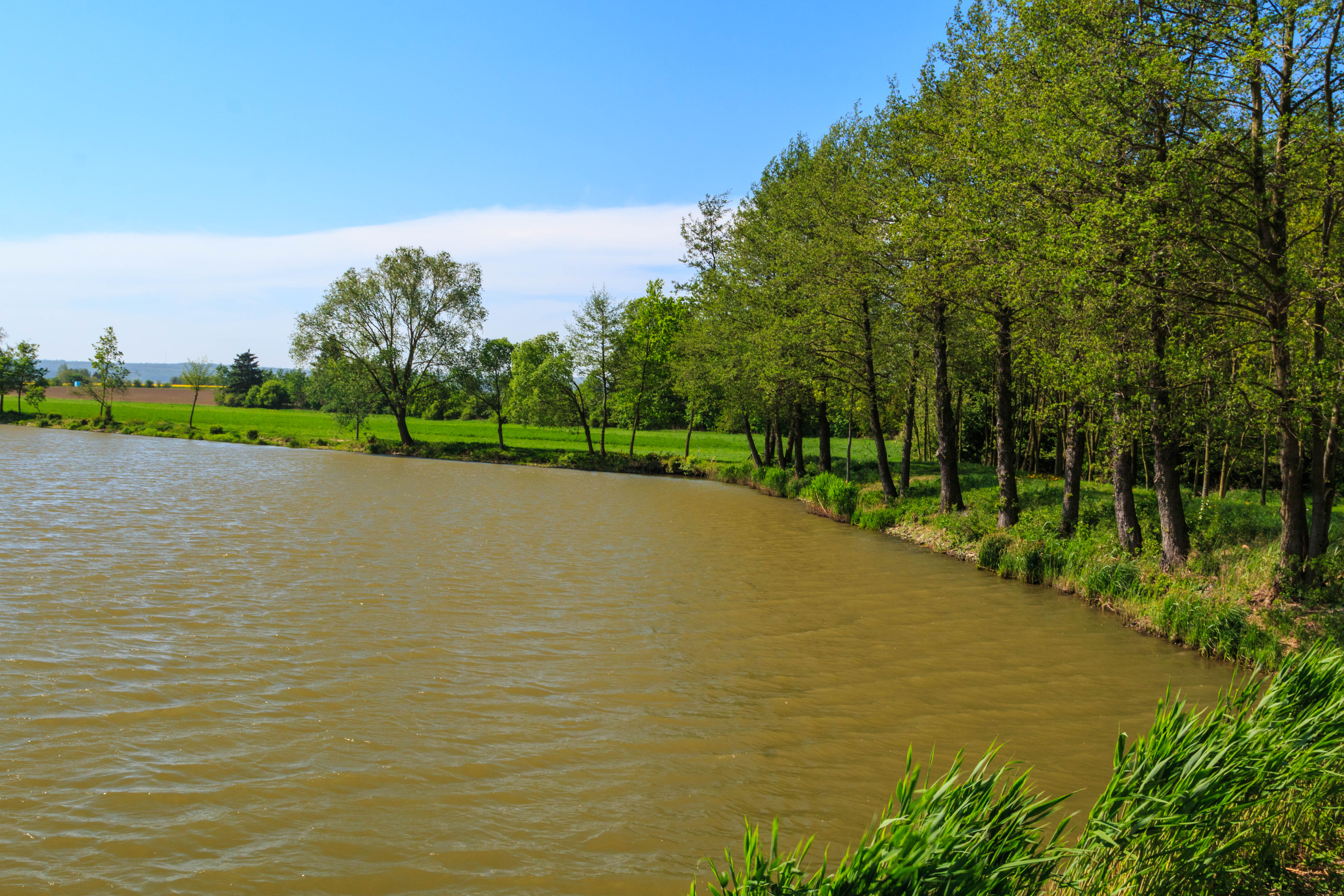
pohled na Markovický rybník